# Giuseppe Calderone

Giuseppe Calderone

Giuseppe Calderone (* 1. November 1925 in Catania, Sizilien, Italien; † 8. September 1978 ebenda) war ein mächtiger sizilianischer Mafioso. Er war der erste Vorsitzende der Interprovinzialkommission der Cosa Nostra.

## Leben
Giuseppe Calderone wurde 1925 in ärmlichen Verhältnissen geboren. Im selben Jahr wurde die Mafia-Familie von Catania gegründet. Sein Onkel Antonio war an der Gründung beteiligt. Dieser war wie einige andere Ehrenmänner zwar Mitglied einer Familie aus Palermo, lebte jedoch in Catania; Catania und der Osten Siziliens waren keine traditionellen Hochburgen der Cosa Nostra. Calderones Onkel wurde vom „Eisernen Präfekten“ Cesare Mori in die Verbannung geschickt und floh später nach Tunis, wo er von anderen Mafiosi ermordet wurde.
Ein zweiter Onkel Calderones, Luigi Saitta, war ebenfalls Mitglied der Familie, und bald nachdem sich die Mafia 1943 nach der Invasion der Alliierten neu konstituierte wurde Giuseppe Calderone ebenso Mitglied. Mitte der 1950er Jahre stieg Calderone in der Hierarchie auf, auch begünstigt durch die Tatsache, dass sein Onkel lange Boss bzw. Vize-Boss der Familie war. Sein jüngerer Bruder Antonino Calderone wurde ebenfalls in die catanesische Cosa Nostra aufgenommen. In den späten 1960er Jahren war Giuseppe Calderone zeitweise sogar Boss und sein Bruder Antonino Vize-Boss.
Den Ersten Mafiakrieg 1962/1963 in Palermo erlebten die Calderones eher am Rande; sie pflegten sehr gute Beziehungen zu den meisten Bossen aus Palermo, so z. b. zu Stefano Bontade. Mit Giuseppe di Cristina, Boss der Familie aus Riesi, war Calderone aufs Engste befreundet; dieser war sogar sein Trauzeuge. 
Anfang der 1970er Jahre schaffte es Calderone, die anderen maßgeblichen Bosse der Cosa Nostra zu überzeugen, nach Vorbild der bereits in Palermo tagenden Kommission eine Interprovinzialkommission zu gründen, die für ganz Sizilien stehen sollte. Er wurde ihr erster Vorsitzender und musste deshalb seinen Posten als Repräsentant der Familie von Catania zu Gunsten seines Freundes Nitto Santapaola räumen. In dieser Zeit verschlechterte sich das Klima in der Cosa Nostra zusehends und es bildete sich eine Kluft zwischen den mit den Calderones befreundeten palermitanischen Bossen und den aufstrebenden Corleonesi um Luciano Liggio, Salvatore Riina, Bernardo Provenzano und Leoluca Bagarella. Die Corleonesi, mit den mächtigen Grecos verbündet verbündeten sich bald auch mit Santapaola, der die alleinige Macht über die Familie von Catania anstrebte. Er schuf sich bald eine loyale Anhängerschaft, die nur ihm folgte und vergrößerte sukzessive seine Macht.
Die Beziehungen verschlechterten sich auch innerhalb der Familie von Catania immer weiter. Bevor die Corleonesi den Zweiten Mafiakrieg um die Vorherrschaft begannen, versuchten sie die Unterstützer ihrer Gegner in Palermo zu eliminieren und durch Leute wie Santapaola zu ersetzen, die absolut loyal zu ihnen standen. 1978 wurde Di Cristina von den Corleonesern ermordet. Kurz darauf, im September 1978, wurde auch auf Calderone und seine Leibwächter ein Attentat verübt. Am 8. September verstarb Giuseppe Calderone an den Folgen seiner Verletzungen. Sein Bruder Antonino floh bald darauf nach Nizza. Dort wurde er 1986 verhaftet und entschloss sich als Kronzeuge gegen die Cosa Nostra auszusagen. Gemeinsam mit dem italienischen Soziologen Pino Arlacchi schrieb er auch eine Autobiographie.